# Brad Lyons
Bradley Joseph Lyons (Ballymoney, 26 maggio 1997) è un calciatore nordirlandese, centrocampista del Kilmarnock.

## Carriera

### Club
Il 1º luglio 2021 viene acquistato a titolo definitivo dalla squadra scozzese del Kilmarnock.

### Nazionale
Il 29 agosto 2023 viene convocato per la prima volta in nazionale maggiore, con cui esordisce il 17 ottobre seguente nella sconfitta interna contro la Slovenia (0-1).

## Statistiche

### Presenze e reti nei club
Statistiche aggiornate al 24 settembre 2022.
| Stagione         | Squadra          | Campionato       | Campionato | Campionato | Coppe nazionali | Coppe nazionali | Coppe nazionali | Coppe continentali | Coppe continentali | Coppe continentali | Altre coppe | Altre coppe | Altre coppe | Totale | Totale |
| Stagione         | Squadra          | Comp             | Pres       | Reti       | Comp            | Pres            | Reti            | Comp               | Pres               | Reti               | Comp        | Pres        | Reti        | Pres   | Reti   |
| ---------------- | ---------------- | ---------------- | ---------- | ---------- | --------------- | --------------- | --------------- | ------------------ | ------------------ | ------------------ | ----------- | ----------- | ----------- | ------ | ------ |
| 2014-2015        | Coleraine        | IFA-P            | 11         | 2          |                 | -               | -               |                    | -                  | -                  |             | -           | -           | 11     | 2      |
| 2015-2016        | Coleraine        | IFA-P            | 30         | 4          |                 | -               | -               |                    | -                  | -                  |             | -           | -           | 30     | 4      |
| 2016-2017        | Coleraine        | IFA-P            | 24         | 5          |                 | -               | -               |                    | -                  | -                  |             | -           | -           | 24     | 5      |
| 2017-2018        | Coleraine        | IFA-P            | 26         | 4          |                 | -               | -               | UEL                | 2                  | 0                  |             | -           | -           | 28     | 4      |
| 2018-gen. 2019   | Coleraine        | IFA-P            | 3          | 2          |                 | -               | -               | UEL                | 2                  | 0                  |             | -           | -           | 5      | 2      |
| Totale Coleraine | Totale Coleraine | Totale Coleraine | 94         | 17         |                 | -               | -               |                    | 4                  | 0                  |             | -           | -           | 98     | 17     |
| gen.-mag. 2019   | St. Mirren       | SP               | 10+5       | 1+0        | CS+CdL          | 2+0             | 0               |                    | -                  | -                  |             | -           | -           | 17     | 1      |
| gen.-mag. 2021   | Morecambe        | FL2              | 14+3       | 1+0        | FACup+CdL       | 1+0             | 0               |                    | -                  | -                  | FLT         | -           | -           | 18     | 1      |
| 2021-2022        | Kilmarnock       | SC               | 19         | 0          | CS+CdL          | 1+5             | 0               |                    | -                  | -                  |             | -           | -           | 25     | 0      |
| 2022-2023        | Kilmarnock       | SP               | 19         | 1          | CS+CdL          | 1+4             | 0               |                    | -                  | -                  |             | -           | -           | 24     | 1      |
| 2023-2024        | Kilmarnock       | SP               | 23         | 2          | CS+CdL          | 0+6             | 0+1             |                    | -                  | -                  |             | -           | -           | 29     | 3      |
| Totale carriera  | Totale carriera  | Totale carriera  | 187        | 22         |                 | 20              | 1               |                    | 4                  | 0                  |             | -           | -           | 211    | 23     |

### Cronologia presenze e reti in nazionale
| Cronologia completa delle presenze e delle reti in nazionale ― Irlanda del Nord | Cronologia completa delle presenze e delle reti in nazionale ― Irlanda del Nord | Cronologia completa delle presenze e delle reti in nazionale ― Irlanda del Nord | Cronologia completa delle presenze e delle reti in nazionale ― Irlanda del Nord | Cronologia completa delle presenze e delle reti in nazionale ― Irlanda del Nord | Cronologia completa delle presenze e delle reti in nazionale ― Irlanda del Nord | Cronologia completa delle presenze e delle reti in nazionale ― Irlanda del Nord | Cronologia completa delle presenze e delle reti in nazionale ― Irlanda del Nord |
| Data                                                                            | Città                                                                           | In casa                                                                         | Risultato                                                                       | Ospiti                                                                          | Competizione                                                                    | Reti                                                                            | Note                                                                            |
| ------------------------------------------------------------------------------- | ------------------------------------------------------------------------------- | ------------------------------------------------------------------------------- | ------------------------------------------------------------------------------- | ------------------------------------------------------------------------------- | ------------------------------------------------------------------------------- | ------------------------------------------------------------------------------- | ------------------------------------------------------------------------------- |
| 17-10-2023                                                                      | Belfast                                                                         | Irlanda del Nord                                                                | 0 – 1                                                                           | Slovenia                                                                        | Qual. Euro 2024                                                                 | -                                                                               | 86’                                                                             |
| 15-10-2024                                                                      | Belfast                                                                         | Irlanda del Nord                                                                | 5 – 0                                                                           | Bulgaria                                                                        | UEFA Nations League 2024-2025 - 1º turno                                        | -                                                                               | 85’                                                                             |
| 15-11-2024                                                                      | Belfast                                                                         | Irlanda del Nord                                                                | 2 – 0                                                                           | Bielorussia                                                                     | UEFA Nations League 2024-2025 - 1º turno                                        | -                                                                               | 89’                                                                             |
| 25-3-2025                                                                       | Solna                                                                           | Svezia                                                                          | 5 – 1                                                                           | Irlanda del Nord                                                                | Amichevole                                                                      | -                                                                               | 78’                                                                             |
| 10-6-2025                                                                       | Belfast                                                                         | Irlanda del Nord                                                                | 1 – 0                                                                           | Islanda                                                                         | Amichevole                                                                      | -                                                                               | 90+1’                                                                           |
| Totale                                                                          |                                                                                 | Presenze                                                                        | 5                                                                               |                                                                                 | Reti                                                                            | 0                                                                               |                                                                                 |

## Palmarès

### Club

#### Competizioni nazionali
- Coppa dell'Irlanda del Nord: 1

Coleraine: 2017-2018
- Scottish Championship: 1

Kilmarnock: 2021-2022